# Rosemonde Gérard
Louise-Rose-Étiennette Gérard, conhecida como Rosemonde Gérard (5 de abril de 1871 - 8 de julho de 1953), foi uma poetisa e dramaturga francesa. É reconhecida por sua obra Les Pepiaux (1892) de cujos versos Emmanuel Chabrier se inspirou para escrever "Villanelle des petits canards".

## Obra
Gérard é especialmente conhecida como a autora das linhas:
Car, vois-tu, chaque jour je t’aime davantage,

Aujourd’hui plus qu’hier et bien moins que demain.

Porque, veja, todos os dias te amo mais, 
Hoje mais que ontem e muito menos do que amanhã.
Esses versos são do poema conhecido como "L'éternelle chanson" ("A canção eterna") ou "Les Vieux" ("Os velhos"), que escreveu a seu esposo Edmond Rostand em 1889. O poema foi publicado em 1890, mas não teve um sucesso imediato.
A frase converteu-se numa expressão de amor quando, em 1907 (dezessete anos após sua publicação), um joalheiro de Lyon, Alphonse Augis, teve a ideia de fazer um medalhão com a parte central do verso gravada nele. Os medalhões foram muito populares e levaram à produção de outras joias.

1. 
2. 
3. 
4. 
5. 